# Ildikó Gáll-Pelcz
Pour les articles homonymes, voir Ildikó.
Dans le nom hongrois Gáll Ildikó, le nom de famille précède le prénom, mais cet article utilise l’ordre habituel en français Ildikó Gáll, où le prénom précède le nom.
Ildikó Gáll-Pelcz (en hongrois Pelczné Gáll Ildikó « Ildikó Gáll, épouse Pelcz »), née le 2 mai 1962 à Szikszó, est une femme politique hongroise, membre de la Fidesz-Union civique hongroise et membre de la Cour des comptes européenne.

## Biographie
Elle fait son entrée au Parlement européen le 2 juin 2010 à la suite de l'élection à l'Assemblée nationale de Hongrie de Pál Schmitt lors des élections législatives hongroises de 2010. Elle siège alors au sein du groupe du Parti populaire européen, dont elle est membre du bureau de 2010 à 2014.
Le 1er juillet 2014, elle est élue vice-présidente du Parlement européen. Elle quitte le Parlement le 31 août 2017 et est nommée le 1er septembre membre hongrois de la Cour des comptes européenne. Elle est remplacée le 15 septembre 2017 par Lívia Járóka également membre du Fidesz.